# 馬昆喬
41°15′S 68°44′W / 41.250°S 68.733°W

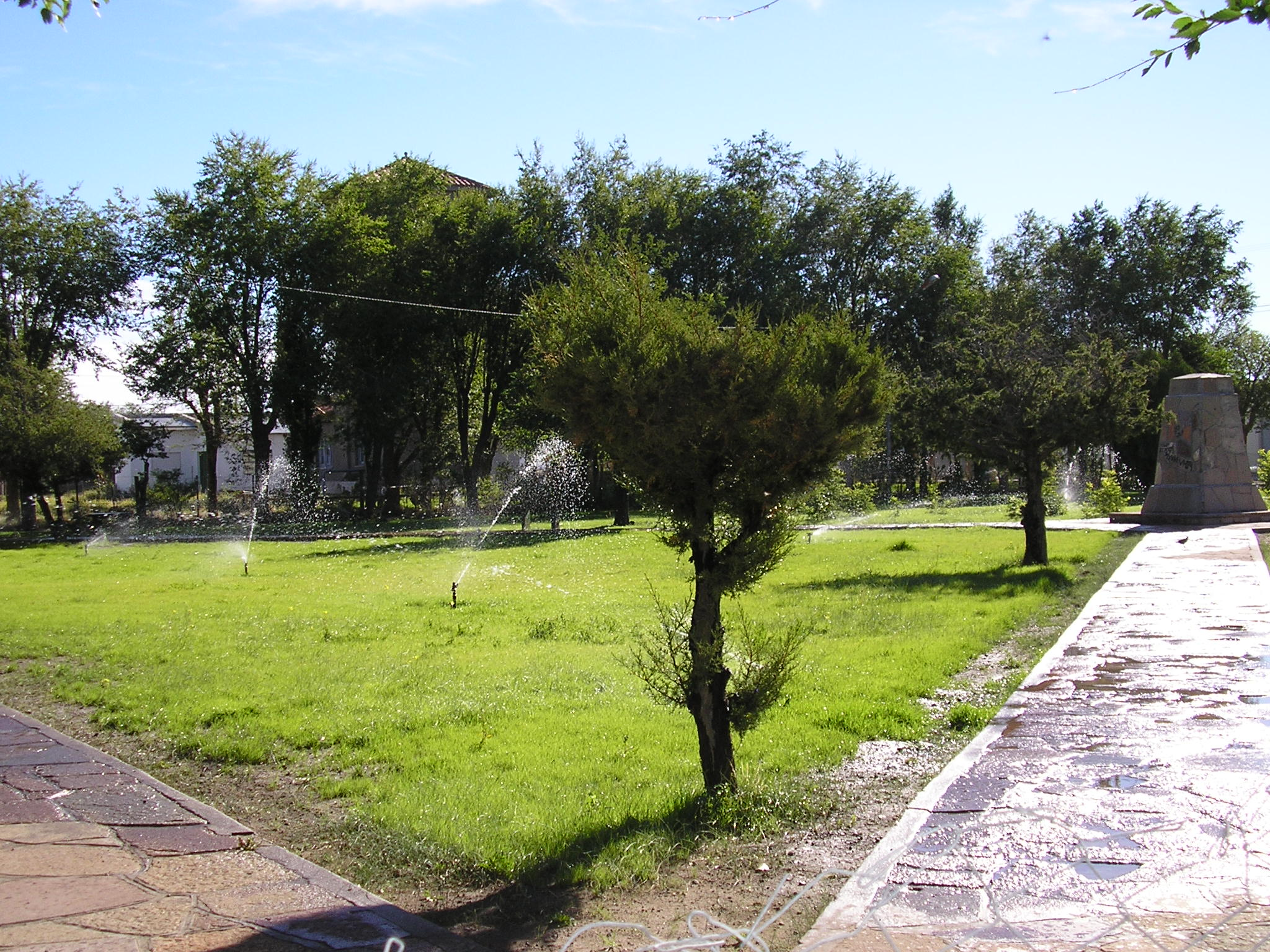
馬昆喬

馬昆喬（西班牙語：Maquinchao），是阿根廷的城鎮，位於該國中部內格羅河省，是五月二十五日縣的首府，始建於1905年3月19日，海拔高度888米，每年平均降雨量約200毫米，2010年人口2,494。